# Współczesność
Współczesność – czasopismo literacko-artystyczne, wydawane w latach 1956 (październik) – 1971 w Warszawie, przez „grupę literacką »Współczesność«” (oznaczenie podawane do kwietnia 1957), początkowo w składzie: Leszek Szymański (redaktor naczelny), Roman Śliwonik (zastępca), Jerzy Kwiryn Siewierski, Andrzej Chąciński, jako organ literacki młodego pokolenia, najpierw miesięcznik, od nru 10 (luty 1958) jako dwutygodnik, do końca utrzymujący z nim więź.
W pierwszym numerze znalazły się: artykuł Jana Wyki Uwagi o najmłodszej poezji, wiersze m.in. Śliwonika, proza 14-letniej Moniki Kotowskiej, Siewierskiego, Chącińskiego, Eugeniusza Kabatca, aluzyjne omówienie Lorenzaccia Alfreda de Musset (inscenizacja E. Wiercińskiego w Teatrze Polskim 1955) Andrzeja Dobosza, interwencyjny artykuł Jacka Wilczura o opiece nad kombatantami.
W drugim (25 listopada), w oświadczeniu Zamiast manifestu, redakcja zapowiadała: Będziemy udostępniać łamy naszego pisma ludziom o różnych założeniach światopoglądowych i artystycznych. »Współczesność« stanie się miejscem ścierania się różnych poglądów ludzi, których jednoczy bezwzględna uczciwość wobec swych ideowych i artystycznych założeń. Na pierwszej stronie ukazał się wiersz Śliwonika Węgrom.
Pismo miało burzliwy początek, na przemian zamykane i wznawiane, wsparte finansowo przez Związek Literatów Polskich, jako otwarte dla Koła Młodych Pisarzy; wspomogło je też Ministerstwo Kultury i Sztuki (nowym ministrem został Karol Kuryluk). Następnie pozyskało zaplecze finansowe Stowarzyszenia PAX (w nrach 11–18 członkiem kolegium był Zenon Komender, sekretarzem redakcji Józef Szczawiński) i ustabilizowało swój byt w Wydawnictwie Współczesnym RSW „Prasa”, otrzymując od nowego roku budżet etatowy i honoraryjny. Wśród współpracowników byli Marian Ośniałowski (w kolegium redakcyjnym od nru 6), Stanisław Czajkowski (w kolegium od nru 11), Zbigniew Irzyk (w kolegium od nru 7), Zdzisław Jerzy Bolek, Aleksander J. Wieczorkowski, Mirosław Malcharek (w kolegium od nru 7), Ernest Bryll, Ireneusz Iredyński, Jerzy Prokopiuk (w kolegium od nru 6), Zbigniew Dolecki, Miron Białoszewski, Jerzy Łojek, Lech Emfazy Stefański (w kolegium nru 10), Józef Lenart, Mikołaj Bieszczadowski.
Zyskało rozgłos dzięki skandalizującej prozie Andrzeja Brychta, zadziornej publicystyce Jana Z. Słojewskiego i in., stało się też miejscem debiutu młodych krytyków, studentów Uniwersytetu Warszawskiego, jak Piotr Wierzbicki, Ryszard Zengel, Tomasz Burek. Zaproszony przez redakcję Anatol Stern nadesłał artykuł Prawda o futuryzmie, zamieszczono też wiersze Tytusa Czyżewskiego, wybór z Mopsożelaznego piecyka Aleksandra Wata i Marsyliankę Brunona Jasieńskiego, co podłączało „Współczesność” do dziedzictwa „Nowej Sztuki”. W cyklu wywiadów wystąpili Artur Sandauer, Jerzy Zawieyski, Kazimierz Dejmek, Henryk Berlewi. Dużym autorytetem cieszył się w zespole Stanisław Rembek. Utrzymywano kontakt z innymi pisarzami zepchniętymi na margines, Ludwikiem Hieronimem Morstinem, Kazimierą Iłłakowiczówną. Gorzej układały się stosunki z prezesem ZLP Antonim Słonimskim, a związkowe debaty rozliczeniowe kwitowano ironią.
Dostrzeżono Studencki Teatr Satyryków, Klub Stodoła i Tadeusza Kantora. Wykazywano żywe zainteresowania literaturą Zachodu i Wschodu (zwłaszcza amerykańską, angielską i francuską, ale też nieoficjalną rosyjską), poszerzając je o zjawiska wcześniej pomijane, także w dziedzinie sztuk plastycznych i architektury. O nadrealizmie pisał Mieczysław Jastrun, o poezji Świrszczyńskiej Wojciech Bieńko, o filmach Wajdy Pokolenie i Popiół i diament Jerzy Falkowski, Julian Przyboś zamieścił Zapiski bez daty. W 1958 roku pojawili się na łamach pisma Władysław Lech Terlecki, Stanisław Grochowiak, Jacek Łukasiewicz (związani dotychczas z PAX-em), Jerzy Harasymowicz, Witold Dąbrowski, Stanisław Swen Czachorowski, Bogdan Wojdowski, Jerzy Krzysztoń, Marek Nowakowski, Bohdan Drozdowski, Tadeusz Nowak, Edward Stachura, Janusz Krasiński, Jerzy Grotowski, Andrzej Drawicz, Konrad Eberhardt, Stanisław Czycz, Halina Poświatowska, Barbara Sadowska, Małgorzata Hillar, Maria Szypowska. W orbicie pisma byli Marek Hłasko (parodiowany przez A.J. Wieczorkowskiego) i Andrzej Bursa.
Broniąc pisma przed zarzutami braku „programu ideowo-artystycznego” Marian Ośniałowski napisał w artykule Przeciw pedantom (nr 10): „Współczesność” jest jedyną grupą literacką, do której mogę i chcę należeć, właśnie dlatego, że nikt tu nikim nie chce kierować, że toleruje się indywidualności. Bo nigdy nie wierzyłem w żadne programy artystyczne, w żadne zwężenia w sztuce. Dobry wiersz, dobry utwór literacki jest zjawiskiem mogącym powstać w warunkach zupełnej wolności słowa. (...) To tylko „Współczesność” urządza cieszące się wielkim powodzeniem wieczory poetyckie. Urządza je nie tylko poetom należącym do naszej grupy. „Współczesność” jedyna chyba myśli o kontaktach z prowincją. Nie zapomnę wieczoru w Koszalinie. W tym dalekim i pustym mieście natrafiliśmy na wiele wrażliwości u słuchaczy, bo wszystko jest nieprzewidziane i nigdy nie wiadomo, gdzie mogą zaistnieć najistotniejsze spotkania i porozumienia.
Wyraziste oblicze pokoleniowe zyskała „Współczesność” po wyborze na redaktora naczelnego, wśród niesnasek i starć (próba zainstalowania w tej roli Lenarta została odrzucona przez zespół), Stanisława Grochowiaka w styczniu 1959, z przydaniem mu jako zastępcy Bohdana Drozdowskiego. Do grona autorów doszli Jan Józef Lipski, Piotr Kuncewicz, Jacek Puget, Włodzimierz Odojewski, Kazimierz Orłoś, Henryk Grynberg, Jarosław Marek Rymkiewicz. Pismo odznaczało się niepokornym tonem, wynikającym z nieprzystosowania do dotychczasowych „układów” i prowadziło kampanie przeciw „warszawce” (opiniodawcze i wspierające się wzajemnie środowisko elity towarzysko-artystycznej) i „cywilizacji »Przekroju«” (Łukasiewicz, 1959, nr 20). Ogólny kierunek został wyznaczony przez żywo, często polemicznie dyskutowany artykuł-manifest Grochowiaka Karabela zostanie na strychu (1959, nr 4), wzywający do zajęcia się losem wartości upośledzonych przez historię i dojrzewających pod powierzchnią życia. Był rezultatem zdławienia ruchu odrodzeńczego na Węgrzech i wykwitem przełomu październikowego, jego wezwań do rozwoju organicznego i wyrzeczenia się akcji w tamtych warunkach ryzykownych. Postawa buntownicza miała się realizować w sferze świadomości, jako przewartościowania moralno-estetyczne.
Redakcję objął na przełomie lat 1959/1960 poeta Witold Dąbrowski, zwolennik odnowy komunistycznego ducha rewolucyjnego, ale wpływ Grochowiaka był nadal wyraźny, choć ten okresowo zerwał stosunki z pismem. Dzięki wejściu do redakcji Marka Oberländera (w galerii "Współczesności" odbyła się w 1960 roku druga    wystawa indywidualna jego prac) i Jerzego Stajudy ważne miejsce zaczęły zajmować problemy sztuk plastycznych. Dąbrowskiego zastąpił w 1961 r. Stanisław Kuszewski i pismo biegło nadanym mu uprzednio rozpędem, wzbogacając się o nowych współpracowników – Janusza Maciejewskiego, Waldemara Kiwilszo, Janusza Szpotańskiego, Jacka Trznadla, Michała Głowińskiego, Mariana Grześczaka, Annę Bukowską, Jerzego S. Sito, byłego członka londyńskiej grupy „Kontynentów’’, który powrócił do kraju. Ukazywały się artykuły o tradycji literackiej renesansu, baroku i modernizmu.
Ważną dla rozpoznania świadomości pisarzy pokolenia „Współczesności” i utwierdzającą sam ten termin była krytyczna książka Jana Błońskiego Zmiana warty. Linię Grochowiaka wspierały artykuły Łukasiewicza, zebrane potem w książce Szmaciarze i bohaterowie (1963) i Jerzego Kwiatkowskiego, autora manifestu krytycznego z 1958 roku w obronie surrealizujących poetów (Grochowiaka, Harasymowicza i in.) Wizja przeciw równaniu. Pokolenie „Współczesności” stanowili pisarze i artyści urodzeni w pierwszej połowie lat trzydziestych, a więc pamiętający oderwane epizody z Polski przedwrześniowej, fragmentaryczne obrazy wojenne i powstanie Polski Ludowej (tak się ją zwyczajowo określa, choć nazwa stała się oficjalna dopiero po uchwaleniu konstytucji 1952), w której się kształcili, na ogół pod okiem przedwojennych nauczycieli, i konfrontując wiadomości podawane publicznie (bądź głoszone w organizacjach młodzieżowych) z doświadczeniami i relacjami rodzinnymi. Podczas wojny uniknęli wyboru, czy chronić życie, czy być gotowym na śmierć dla polskiej sprawy, ale uczestniczyli w życiu „starszych braci”, a niektórzy dzielili los swoich rodziców. Po wojnie nie mogli z racji wieku świadomie angażować się politycznie w czasie, kiedy polityka kojarzyła się nie tylko z wyzwoleniem i odbudową, ale też ze zbrodniami sądowymi i przemilczaniem zbrodni stalinowskich. Pokolenie to uniknęło dyskomfortu obrachunków i samokrytyk, co nie oznacza, że nie miało nic do ukrywania. Jego cechą wyróżniającą była niekoniunkturalność i autentyczność – przymiot trudny do zdefiniowania, ale łatwo rozpoznawalny.
Opisany stan trwał we „Współczesności” do listopada 1962, kiedy redakcję objął Andrzej Lam, polonista związany z Uniwersytetem Warszawskim. Zachował zastany skład redakcyjny: poezją zajmował się Jerzy S. Sito, prozą Eugeniusz Kabatc, eseistyką Władysław L. Terlecki, krytyką literacką Anna Bukowska, teatrem Bogdan Wojdowski, plastyką i doborem reprodukcji artystycznych Jerzy Stajuda, reportażem Józef Lenart, sekretariat sprawował i prowadził przeglądy prasy Tadeusz Strumff. Kontynuowane były cytatowo-obrazkowe Wykrzykniki Malcharka, felietony Słojewskiego (Hadriana), Dobosza (Pustelnik z Krakowskiego Przedmieścia), Wieczorkowskiego, ale pismo przybrało charakter mniej skandalizujący, bardziej akademicki. Przyczynił się do tego fakt, że separatystyczne akcenty u młodych pisarzy słabły, stawali się oni dojrzałą częścią życia literackiego, z mniejszym zapotrzebowaniem na świadomość grupową. Tradycja tej wspólnoty pozostała jednak żywa i była kultywowana, tak samo jak trzymanie ręki na pulsie światowych wydarzeń literackich w rubrykach „Pole widzenia – Wschód”, „Pole widzenia – Zachód” i „Radar”. Nieuchwytny duch „Współczesności”, obecny w niej od samego początku i mimo ogromnej ruchliwości osobowej wchłaniający kolejnych adherentów, coś od nich czerpiący, ale też przerabiający ich na swoją modłę, decydował o poczuciu misji niezależnej od ośrodków zewnętrznych. To on scalał różne poetyki, postawy estetyczne i style myślenia.
W stulecie Powstania Styczniowego odbyła się redakcyjna dyskusja z udziałem znanych historyków. W cyklu 100 lat sztuki nowoczesnej zabrali głos Aleksander Wojciechowski, Juliusz Starzyński, Joanna Guze, Mieczysław Porębski. Janusz Sławiński przypomniał Lekcję awangardowej poezji. Rozgorzała wymiana zdań wokół ukutego przez Przybosia terminu „turpizm”, z programowym i polemicznym artykułem Turpizm – realizm – mistycyzm Grochowiaka (1963, nr 2), artykułami Lama, Maciejewskiego, Kwiatkowskiego. Most między „Współczesnością” a młodą krytyką akademicką przerzucało sympozjum polonistyczne w „Samotni” koło Karpacza, z udziałem Andrzeja Walickiego, Szpotańskiego, Lipskiego, Lama, Maciejewskiego, Rafała Marszałka, Andrzeja Mencwela, Małgorzaty Szpakowskiej, Elżbiety Feliksiak, Małgorzaty Książek (potem Czermińska). Wyrazem redakcyjnego poczucia humoru był numer primaaprilisowy: napisany przez Grochowiaka pastisz Hrabina Sowa Bosonoga-Cejlońska, rzekome odkrycie nieznanej sztuki Witkacego z uwiarygodniającym wstępem Konstantego Puzyny.
Na XX rocznicę powstania w getcie warszawskim Jerzy Ficowski przygotował wybór żydowskiej poezji ludowej. Rocznicę Powstania Warszawskiego uczcił w 1963 artykuł Tomasza Burka Z Konradów w Hioby, będący apologią poetów Polski Podziemnej (we wcześniejszych ostrych polemikach wokół artykułu Zdzisława Jastrzębskiego W oczach pokolenia wojennego redakcja wzięła w obronę poetów „Sztuki i Narodu” przed użytym przez Lipskiego określeniem „młodzi faszyści”). Z inicjatywy Stajudy wszczęta została kampania o utworzenie w Warszawie Muzeum Sztuki Współczesnej z udziałem Aleksandra Kobzdeja, Jerzego Hryniewieckiego, Wojciechowskiego, Marcina Czerwińskiego, Grochowiaka. Wybitni krytycy, uczeni i pisarze omawiali w nowatorski sposób żywe zjawiska przeszłości: Juliusz Wiktor Gomulicki i Maciej Żurowski Norwida, Claude Backvis Sępa-Szarzyńskiego, Błoński Prousta, Joyce’a i Kafkę, Trznadel Leśmiana, Arnold Słucki Czechowicza. We wprowadzonej przez Jerzego S. Sito „Galerii klasyków poezji współczesnej” poeci prezentowali nowe przekłady: Stern Apollinaire’a, Stanisław Piętak i Seweryn Pollak Asiejewa, Przybylski Mandelsztama, Adam Ważyk Jacoba, Jerzy S. Sito Audena, Ludmiła Marjańska Emily Dickinson, Witold Wirpsza Benna, Rymkiewicz Stevensa i Mandelsztama, Mieczysław Jastrun Hölderlina, Artur Międzyrzecki Cummingsa, Juliusz Żuławski Crane'a, Zygmunt Ławrynowicz Jeffersa, Zygmunt Kubiak Seferisa, Drozdowski Chalupecký’ego, Bogdan Ostromęcki Laforgue’a. W przeglądzie poetów niemieckich Stanisław Jerzy Lec tłumaczył m.in. Paula Celana. Wiersze zamieszczali we „Współczesności” poeci różnych pokoleń, także rówieśnicy londyńscy - Wisława Szymborska, Arnold Słucki, Tadeusz Chróścielewski, Witold Wirpsza, Tymoteusz Karpowicz, Tadeusz Nowak, Adam Czerniawski, Bolesław Taborski, Andrzej Busza, Urszula Kozioł, Wojciech Kawiński, Tadeusz Kijonka, Helena Raszka, Tomasz Gluziński, Stefan Połom, Krzysztof Gąsiorowski, Marek Wawrzkiewicz, Zbigniew Jerzyna. Florian Nieuważny przedstawił zbuntowanych poetów Ukrainy: Iwana Dracza, Linę Kostenko, Witalija Korotycza.
Młodszej literaturze poświęcone były cykle „Poeci o sobie” i „Nowy poczet pisarzy”, rewizje krytyczne wychodziły spod piór: Anny Bukowskiej (Realizm duży i mały), Kuncewicza, Wojdowskiego, Łukasiewicza, Włodzimierza Maciąga, Hanny Kirchner, Mencwela, Jana Pieszczachowicza, Wiesława P. Szymańskiego, Feliksa Fornalczyka, Krzysztofa Mętraka. Rymkiewicz wystąpił z manifestem Czym jest klasycyzm (1963 nr 8), Przybylski w obszernych esejach komentował twórczość bliskich sobie poetów, nazwanych neoklasykami: Rymkiewicza, Jerzego S. Sito i Herberta. Wiersze najmłodszych poetów systematycznie omawiał Julian Rogoziński, nazywający ich „wnuczętami”. Listy z Krakowa nadsyłał Ludwik Flaszen. Mirosław Malcharek sporządził Wielką ilustrowaną historię Imperium, rysunkowe dzieje „Współczesności” z satyrycznie ujętymi portretami w niej panujących (nr 22). O obecności literatury polskiej w innych krajach pisali tamtejsi poloniści i przedstawiciele polskich związków twórczych w redagowanej przez Terleckiego rubryce „Polska w Europie”. Nadsyłał swoje impresje literackie Jarosław Iwaszkiewicz. Z życzliwą uwagą obserwowano wolnościowe tendencje w literaturach czeskiej i słowackiej; pisał o nich Witold Rutkiewicz w artykułach i notatkach. We „Współczesności” odbył się światowy debiut Josifa Brodskiego – przemycona i przełożona przez Drawicza Wielka elegia dla Johna Donne’a. Z inicjatywy Jerzego S. Sito ukazała się w opracowaniu Lama antologia polskich poetów-londyńczyków Opisanie z pamięci. Była też „Współczesność” jedynym miejscem, w którym ujawniony został tekst Listu 34.
Wobec ograniczeń w przydziałach papieru spełzły na niczym zaawansowane starania redakcji w 1964 o zmianę rytmu dwutygodniowego na tygodniowy; ukazał się tylko numer próbny z programowym artykułem Tomasza Burka Sytuacja młodej literatury, poezją Grochowiaka, prozą Krzysztonia i pamfletem Jerzego S. Sito na poetykę Różewicza – starciem neoklasyka z wielomównym ascetą języka (Lam łagodził spór esejem Liryka ascezy i liryka nadmiaru). Skonfiskowany został wywiad ze Stanisławem Pigoniem, który upominał się o umieszczenie w pismach zebranych Żeromskiego zakwestionowanych prac publicystycznych. W redakcyjnej dyskusji z udziałem Andrzeja Wajdy dyskutanci – Jan Strzelecki, Andrzej Lam, Stefan Treugutt, Andrzej Zahorski – wzięli w obronę jego ekranizację Popiołów, krytykowaną za nadmiernie emocjonalną ekspresję tragicznej daremności walk wyzwoleńczych. Do ważnych należały wątki historiograficzne, zwłaszcza inspirowane przez Mariana M. Drozdowskiego publikacje Czesława Madajczyka, Andrzeja Ajnenkiela, Dominika Horodyńskiego, Witolda Stankiewicza i in., przeciwstawiające się jednostronnie krytycznemu spojrzeniu na II Rzeczpospolitą. Należała tu też dyskusja nad wydaną na emigracji Historią Polski Oskara Haleckiego, artykuł Mariana Małowista o średniowieczu i wypowiedź Tadeusza Manteuffla, poruszająca etyczne aspekty dziejopisarstwa.
Szerokim echem odbił się cykl pamfletów Sandauera Źle o następcach, zarzucający eseistom i krytykom pokolenia wojennego (Międzyrzecki, Jerzy Ficowski) i powojennego (Przybylski, Rymkiewicz, Jan Prokop) irracjonalizm, pretensjonalną frazeologię i brak przygotowania filologicznego. Wystąpił w imię łacińskiej klarowności stylu i samodzielności myślenia, przeciw „mętnej” frazeologii. Wszyscy zaatakowani odpowiadali na tych samych łamach. Było to starcie racjonalnego empirysty z orientacją hermeneutyczną, które nie mogło się zakończyć rozstrzygnięciem. Poeci »Współczesności«, aby znaleźć symbolikę odpowiadającą ich dysonansowemu odczuwaniu świata, zmierzali nie do ograniczania, ale do rozszerzania wachlarza poetyk, zasobów leksykalno-konotacyjnych, składniowych i asocjacyjnych, tonacji estetycznych i wariantów modalnych, odnajdywali te możliwości w baroku, w tradycji biblijnej, antycznej i folklorystycznej, u Słowackiego, Norwida i Wyspiańskiego, w ekspresjonizmie i nadrealizmie, w awangardowym synkretyzmie Czechowicza.
W dziesięciolecie wystawy w Arsenale odbyła się prowadzona przez Stajudę dyskusja z udziałem Wiesława Juszczaka, Teresy Mellerowicz, Jacka Sempolińskiego, Aleksandra Wallisa, Marcina Czerwińskiego, zostały też przez niego zaaranżowane rozmowy z Lebensteinem, Hasiorem, Tarasinem, Brzozowskim, Nowosielskim, Gielniakiem. Komentowali wydarzenia plastyczne Porębski, Wojciechowski, Urszula Czartoryska, Andrzej Jakimowicz, Ksawery Piwocki, Barbara Majewska, teatralne Jerzy Koenig, muzyczne Bohdan Pociej, filmowe Rafał Marszałek, radiowe i telewizyjne Aleksander Małachowski. Obszerny esej o Fellinim napisał Roman Hivernd (Zimand, mający wówczas zakaz druku). Swoją nową książkę zapowiedział Stefan Themerson.
„Współczesność” pamiętała o starszych pisarzach. Uczciła 80-lecie Jerzego Szaniawskiego wizytą Tadeusza Strumffa w Zegrzynku i wypowiedziami Władysława Krasnowieckiego, Jana Kreczmara, Tadeusza Łomnickiego i Marii Wiercińskiej, 90-lecie Adama Grzymały-Siedleckiego artykułem Romana Taborskiego. Pośmiertne wspomnienie o Stanisławie Lamie napisał Julian Krzyżanowski. Coraz częściej odwiedzali redakcję goście zagraniczni, w tym Wiktor Szkłowski, założyciel rosyjskiej szkoły formalnej w drugiej dekadzie XX wieku.
Na koniec 1965 roku przypadł dwusetny numer „Współczesności” z pracami członków zespołu i stałych współpracowników, z wierszami Grochowiaka, Herberta, Brylla, Drozdowskiego, Jerzego S. Sito, ozdobiony encyklopedycznym ujęciem siedmiu wieków teatru polskiego pióra Zbigniewa Raszewskiego. W następnym roku trwały przygotowania do dziesięciolecia pisma. Gomulicki zaprezentował nieznane norwidiana, Maria Dąbrowska zamieściła humoreskę Dzień pisarza, w cyklu Pisarze i historia wypowiedzieli się Ludwik Hieronim Morstin, Karol Bunsch, Jerzy Zawieyski, Antoni Gołubiew, Hanna Malewska, Tadeusz Łopalewski i Władysław L. Terlecki. Na rocznicę Konstytucji 3 Maja Jerzy Krasowski przygotował tekst widowiska Dramat z roku 1791. Ostatni numer pod dotychczasową redakcją przyniósł nieznane wiersze Baczyńskiego, przedstawione przez Anielę Piorunową i Kazimierza Wykę.
Odwołanie Lama ze stanowiska redaktora w lipcu 1966 odbyło się w atmosferze obaw partii o utratę kontroli nad środowiskami literackimi. Redakcję objął Józef Lenart, który nadał pismu charakter ideologiczno-marksistowski przez artykuły teoretyczne i reportaże z zakładów pracy, przy zachowaniu zróżnicowanej tematyki i swobody wypowiedzi w krytyce artystycznej. Stopniowo wykruszali się dawni redaktorzy i współpracownicy. Był to ostatni już rozdział istnienia „Współczesności, tym razem w charakterze pisma kulturalno-społecznego z niewyraźnie określonym adresatem. W 1971 roku funkcję redaktora pełnił Marek Jaworski. Pismo dotrwało do końca roku, kiedy na jego bazie powstał nowy tygodnik pod nazwą „Literatura”.

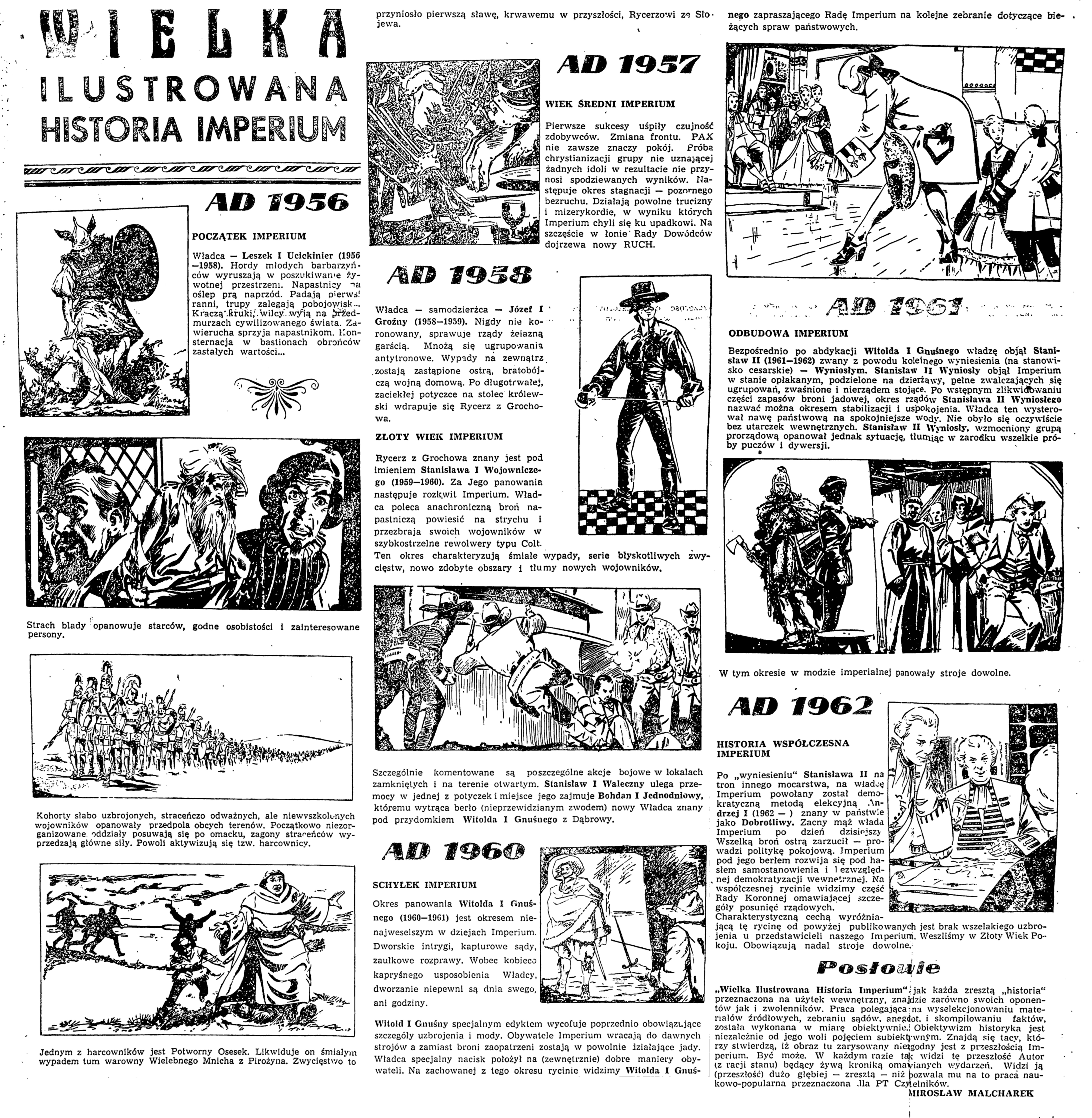
Historię "Współczesności" 1956 -1963 przedstawił we własnej interpretacji Mirosław Malcharek, świadek ówczesnych wydarzeń (1963, nr 22). Skan: Marcin Dąbrowski, Biblioteka im. W. Borowego, UW.

## Redaktorzy naczelni
- Leszek Szymański – 1956, od nr 1
- Stanisław Grochowiak – 1959, od nr 5
- Witold Dąbrowski – 1960, od nr 3
- Stanisław Kuszewski – 1961, od nr 21
- Andrzej Lam – 1962, od nr 21
- Józef Lenart – 1966, od nr 19
- Marek Jaworski – 1971, od nr 20